# Julia Deakin
Julia Deakin (1952) é uma atriz britânica.

## Televisão
Na televisão, Deakin interpretou Stella Tulley em Side by Side e Marsha no britcom Spaced (1999).
Deakin apareceu anteriormente no sitcom Oh, Doctor Beeching! (1996 - 1997), onde ela fez o papel de May Skinner, substituindo Sherrie Hewson do episódio piloto original. Ela fez também várias aparições na televisão, incluindo no papel de Jill, a recepcionista da "Pear Tree Productions", em um episódio da série I'm Alan Partridge, uma dominatrix rural em Doc Martin assim como papeis em Midsomer Murders e Coronation Street. Ela apareceu na série de comédia de esquetes Big Train junto de Simon Pegg e Mark Heap de Spaced. E em 2011 e 2012 interpretou Daphne Andrews em House of Anubis.

## Rádio
Deakin também apareceu na rádio, na comédia e ficção científica da Rádio 4 da BBC, Nebulous. Ela também apareceu como convidada em áudio drama de Doctor Who, Terror Firma pela Big Finish Productions.

## Filme
Ela possui aparições especiais em Shaun of the Dead (2004) e Hot Fuzz (2007). 
Seu trabalho mais recente foi Mary Porter no filme Hot Fuzz por Simon Pegg e Edgar Wright. Ela foi muito bem recebida pela crítica britânica por seu trabalho nesse papel.

## Vida pessoal
Ela é casada com o ator e escritor Michael Simkins.

## Papeis na televisão
| Ano         | Título             | Papel            |
| ----------- | ------------------ | ---------------- |
| 1994        | Mother's Ruin      | Brucella Pashley |
| 1996 a 1997 | Oh Doctor Beeching | May Skinner      |
| 1997        | Spark              | Ursula Craig     |
| 1999        | Spaced             | Marsha Klein     |
| 2011 a 2012 | "House of Anubis"  | Daphne Andrews   |